# Gollwitzer Berg

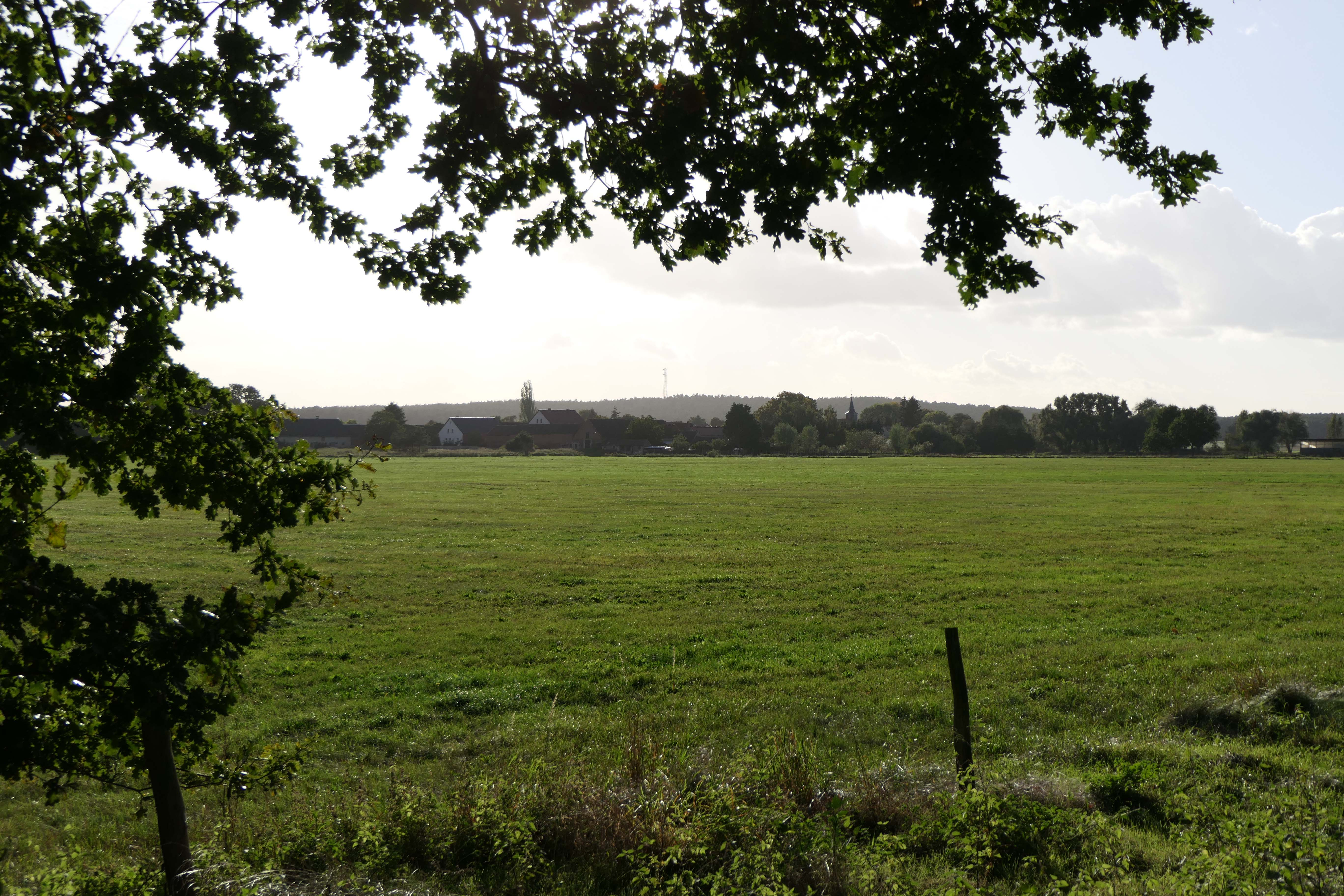
Gollwitz und Gollwitzer Berg von Nordosten

Der Gollwitzer Berg ist eine 85,9 m ü. NHN hohe Erhebung in Brandenburg. Er wurde eiszeitlich gebildet, gehört zur Karower Platte und ist deren höchste Erhebung. Er liegt in der Gemeinde Rosenau südwestlich des Gemeindeteils Gollwitz. Über den Westhang verläuft die Grenze zu Sachsen-Anhalt und zum Gebiet der Stadt Jerichow im Landkreis Jerichower Land. Am Südhang vorbei entwässert der Steinbach die Karower Platte zum Fiener Bruch.

## Morphologie
Der Gollwitzer Berg als Teil der Karower Platte entstand während der letzten, der Weichselkaltzeit. Er wurde von von Nordosten nach Mitteleuropa vordringenden Eismassen geformt. Der Altmoränenkern des Berges soll saalekaltzeitlichen Ursprungs sein. Der Gollwitzer Berg ist die höchste Erhebung eines größeren Stauchmoränenkomplexes. Die Karower Platte zeichnet noch heute mit der Zauche die  Haupteisrandlage der Brandenburg-Phase nach. Der Gollwitzer Berg wurde jedoch nicht in dieser, sondern in der ersten rückwärtigen Eisrandlage, der Eisrandlage 1a, bei einem wiederholten Vorstoß des Gletschereises gebildet, zu der auch die Zolchberge zwischen Kirchmöser und Wusterwitz und der Kirchmöseraner Mühlenberg gehören.

## Lebenswarte
Auf dem Gollwitzer Berg stehen die Überreste eines Turmbaus. Diesen ließ in den Jahren 1847 bis 1848 der Graf von Wartensleben mit einem kleinen Jagdschloss errichten. Der Bau wurde Lebenswarte genannt. Nachdem das Jagdschloss im Laufe der Jahrzehnte verfiel, existiert heute nur noch die Ruine des Turms. Sie steht unter Denkmalschutz.